# Лорд-Хау
Лорд-Хау (англ. Lord Howe Island) — небольшой вулканический остров, имеющий форму бумеранга, вытянутого с севера на юг на 10 км и имеющего ширину около 2 км. Координаты — 31°33′15″ ю. ш. 159°05′06″ в. д.. Принадлежит Австралии (входит в состав штата Новый Южный Уэльс и выделяется в отдельный регион). Обладает внутренним самоуправлением. Расположен в Тасмановом море в 770 км к северо-востоку от города Сиднея (Австралия) и примерно в 1200 км к юго-западу от острова Новая Каледония (заморская территория Франции). Остров находится примерно посередине между континентальным побережьем Австралии и принадлежащим ей островом Норфолк. Площадь острова Лорд-Хау — 14,55 км². Постоянное население — 347 человек (2006), одновременно на острове разрешается находиться ещё 400 туристам.

## Район острова Лорд-Хау
Удаленные острова, возникшие в результате подводных вулканических извержений, произошедших на глубине более 2 тыс. м, отличаются живописным скалистым рельефом и служат убежищем для многочисленных эндемических живых организмов, особенно птиц. Является объектом всемирного наследия ЮНЕСКО.

## История
Остров Лорд-Хау был открыт 17 февраля 1788 года британским кораблём под командованием лейтенанта Лидгберда, плывшим с заключёнными на борту из Австралии на остров Норфолк. Был назван в честь Первого лорда Адмиралтейства Ричарда Хау. Первые поселенцы прибыли на остров из Новой Зеландии в 1834 г. В начале XX века появились первые туристы.
Остров Болс-Пирамид был обнаружен вместе с Лорд-Хау в 1788 году и административно относится к нему. На острове был обнаружен эндемичный вид гигантских толстоногих палочников Dryococelus australis, предположительно размножающихся партеногенезом (без участия самцов). Уже с 1918 года уникальное членистоногое считалось вымершим, из-за завезённых человеком на остров чёрных крыс, однако в 1960 году вид был обнаружен на соседнем вулканическом острове Болс-Пирамид.
В октябре 1936 у острова Лорд-Хау исчез австралийский актёр Брайан Эббот.

## География
Возраст острова Лорд-Хау — около 20 млн лет, что делает его одним из древнейших вулканических островов в Тихом океане. Северная и южная части острова имеют вулканическое происхождение, а центральная часть состоит из слежавшегося кораллового песка. Таким образом, Лорд-Хау возник в результате слияния двух вулканических островов. Территория, соответствующая северному из них, в основном занята холмами и низкогорьями (до 300 м над уровнем океана). В южной части Лорд-Хау находятся два базальтовых горных массива — Лидгберд (650 м или 777 м) и Гувер (757 м или 875 м). Коралловая перемычка покрыта дюнами высотой до 45 м. Существенная часть залива, омывающего остров с запада, занята коралловым рифом. Между ним и побережьем Лорд-Хау находится небольшой островок Рэббит кораллового происхождения. Прибрежные воды Лорд-Хау — самая южная точка на Земле, где имеются колонии коралловых полипов.
Лорд-Хау находится на границе тропического и субтропического климатических поясов. Температурные условия и освещённость на острове являются критическими для развития древесной растительности в Южном полушарии. Наблюдается резко выраженная дифференциация растительности между выпуклыми и вогнутыми склонами. Существенная часть острова покрыта тропическими лесами, которые бывают как одноярусными, так и двухъярусными. Описано 209 видов высших растений, из которых 70 являются эндемиками Лорд-Хау.
В 16-25 км к юго-востоку от Лорд-Хау находится крошечный островок Болс-Пирамид. Его длина — 200 м, а самая высокая точка — 562 м (или 650 м). Площадь — 0,8 км².

## Экономика
В наше время экономика основана на туризме. Также осуществляется экспорт семян эндемичной пальмы Howea forsteriana, широко используемой в качестве декоративного растения.

## Галерея

Неофициальный флаг острова Лорд-Хау
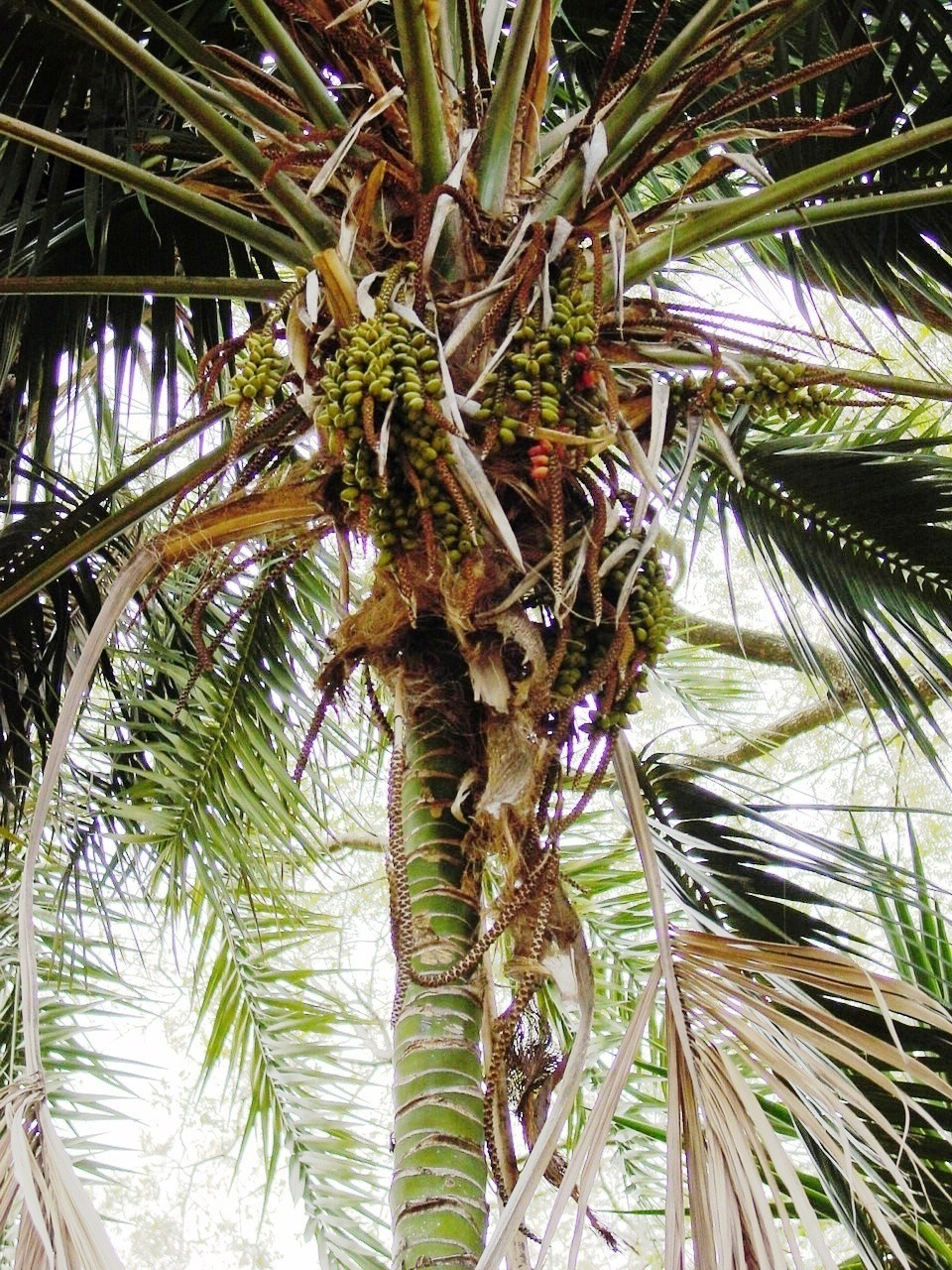
Эндемик острова — пальма Howea forsteriana
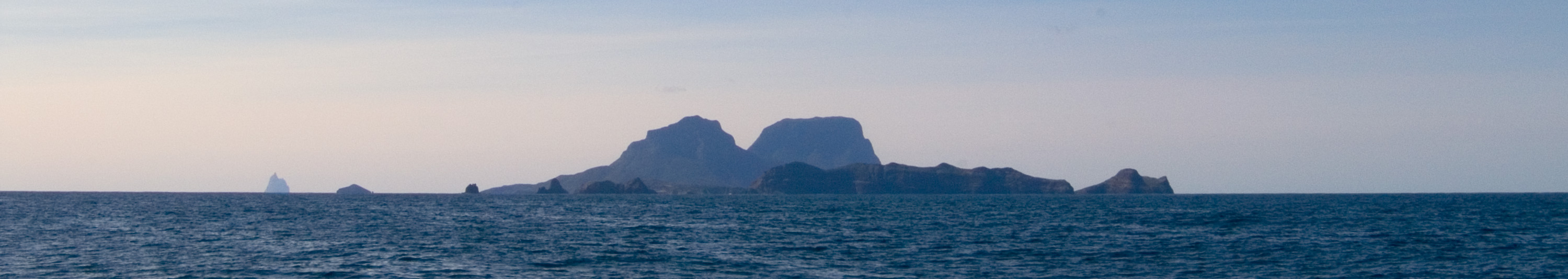
Панорама острова Лорд-Хау (слева вдалеке виден остров Болс-Пирамид)
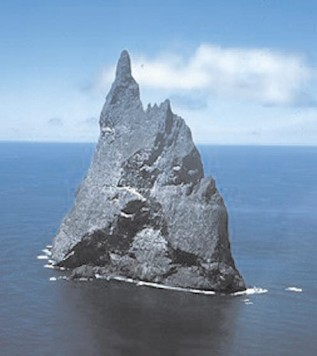
Остров Болс-Пирамид